# Pierre de Sornay
Pierre de Sornay, né le 11 octobre 1876 à Port-Louis, île Maurice, et mort le 5 août 1968 à Curepipe, est un agronome et historien mauricien.

## Biographie

### Jeunesse, études et carrière
Pierre de Sornay est né à Port-Louis la capitale de l’île Maurice. Il fait ses études au Collège royal puis part étudier la philosophie en France au séminaire d'Avignon. 
Il regagne Maurice 1897 pour rentrer au laboratoire d'Alma à Verdun (Maurice) dirigé par Léopold Giraud comme ingénieur agronome puis a été chimiste de propriétés sucrières. 
En 1904, il est nommé Directeur Adjoint de la Station Agronomique dirigée par l'éminent agronome Philippe Bonâme, aujourd'hui elle porte le nom MSIRI (Institut de recherches de l’industrie sucrière de Maurice). Cela lui donne l'occasion de publier une Contribution à l'étude des Sols. Il se marie en 1909 avec Esther Mackie. En 1916, à quarante ans, il prend en charge le laboratoire de recherches agricoles du Colonial engrais chimique.  
De 1925 à 1940 a été inspecteur conseil de diverses sociétés agricoles et sucrières de Madagascar, notamment la Compagnie agricole et sucrière de Nossy-Bé.
Son activité dépasse largement le cercle scientifique, il était un ardent défenseur de la langue française comme en témoignent ses nombreux articles publiés dans la presse mauricienne et qu'il rassemble dans son ouvrage La Défense de notre patrimoine.
Il est président de plusieurs associations : la Société des arts et des sciences (1940-1953) et la section locale de l’Alliance française dont il reçoit la grande médaille d’argent et une médaille de vermeil (1940-1951). Il préside aussi la Société des écrivains mauriciens ainsi que la Société des chimistes.
Entre autres, il écrit une Histoire de l'Ile de France-Ile Maurice parue en 1950 dont les 550 pages richement illustrées et préfacées par Jacques Chevalier lui ont valu le prix Thorlet décerné par l'Académie française.
Pierre De Sornay décède le 5 août 1968, rue de Cossigny, à Curepipe, île Maurice, à l'âge de 91 ans,.

## Honneurs

### Distinctions
En 1950, il est nommé membre correspondant de la célèbre Académie des sciences d'outre-mer.
- Officier de la Légion d'honneur
- Commandeur de l'ordre du Mérite agricole

Il a été nommé chevalier de la Légion d'honneur en 1934 et promu au grade d'officier de la Légion d'honneur en 1956 et de commandeur du Mérite agricole en 1959. 

## Travaux
- "Colony of Mauritius". Station agronomique. Étude sur les légumineuses Maurice : the Storekeeper general's printing establishment, 1910
- Les Plantes tropicales, alimentaires et industrielles, de la famille des légumineuses, Paris, A. Challamel, 1913
- Pouvoir absorbant des sols de Maurice, Port-Louis : the Government press, 1915
- Hommage à Robert-Edward Hart, Port-Louis, Ile Maurice, the Standard printing establishment, 1937.
- Manuel de la canne à sucre à l'usage des chargés de cours et des élèves des grandes écoles coloniales, Port-Louis, Ile Maurice, the General printing and stationery C°, 1938, 1952
- Le Climat et la canne à sucre, Mauritius, Port-Louis, the General printing and stationery C°, 1941
- La Défense de notre patrimoine, Port-Louis, Ile Maurice, Nouv. Impr. coopérative, 1948

- Prix Kornmann de l’Académie française
- Isle de France, île Maurice, préface de Jacques Chevalier, The General printing and stationery C°, 1950

- Prix Thorlet 1951 de l'Académie française.
- Calomnies contre les Franco-Mauriciens autres réfutations, Port-Louis, île Maurice, General printing and stationary C°, 1953.
- Album des monuments historiques de l'Ile Maurice, Port-Louis : the Mauritius printing C°, 1960
- Historique des rues de la ville de Curepipe, Port Louis : Mauritius printing C°, 1963